# Lancia Artena
El Lancia Artena es un automóvil de turismo fabricado por la marca italiana Lancia entre los años 1931 y 1942.
Contaba con un motor derivado directamente del Lancia Lambda, con 4 cilindros en V estrecha (17º), y una cilindrada de 1927 cc, que le permitía alcanzar una potencia máxima de 55 hp a 4000 rpm. Contaba con 4 silenciadores de bloque que le permitían una marcha suave y con pocas vibraciones a pesar del estrecho ángulo entre los cilindros y un sistema de refrigeración por agua centralizado al igual que su hermano de producción más costoso, el Lancia Astura.
El Artena fue un gran éxito económico para Lancia, comercializándose 5567 ejemplares hasta 1942, fecha en que cesó la producción.

## Galería

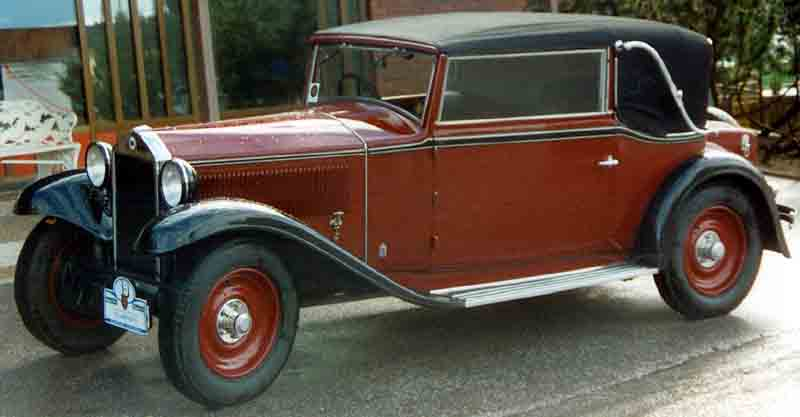
Vista lateral del Lancia Artena Spider 1931
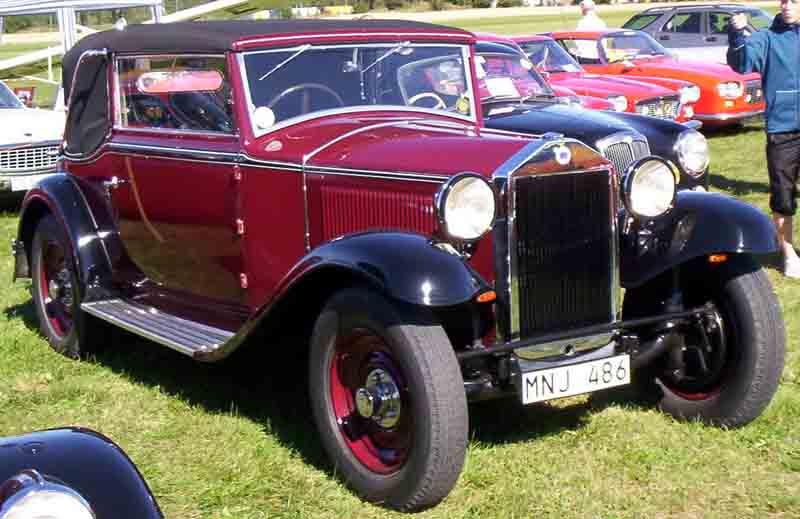
Vista frontal del Lancia Artena Spider 1931
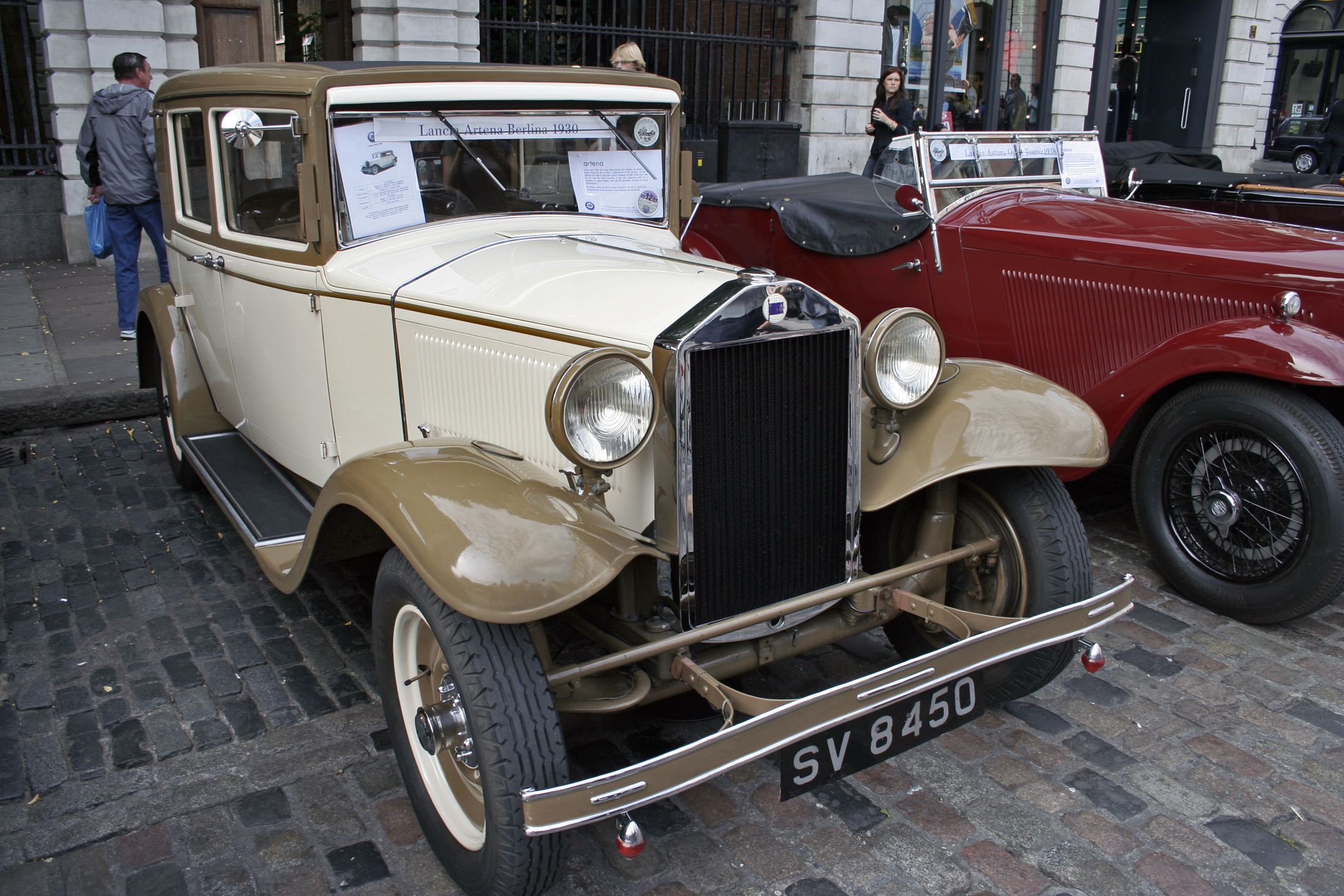
Vista frontal del Lancia Artena berlina de 1930
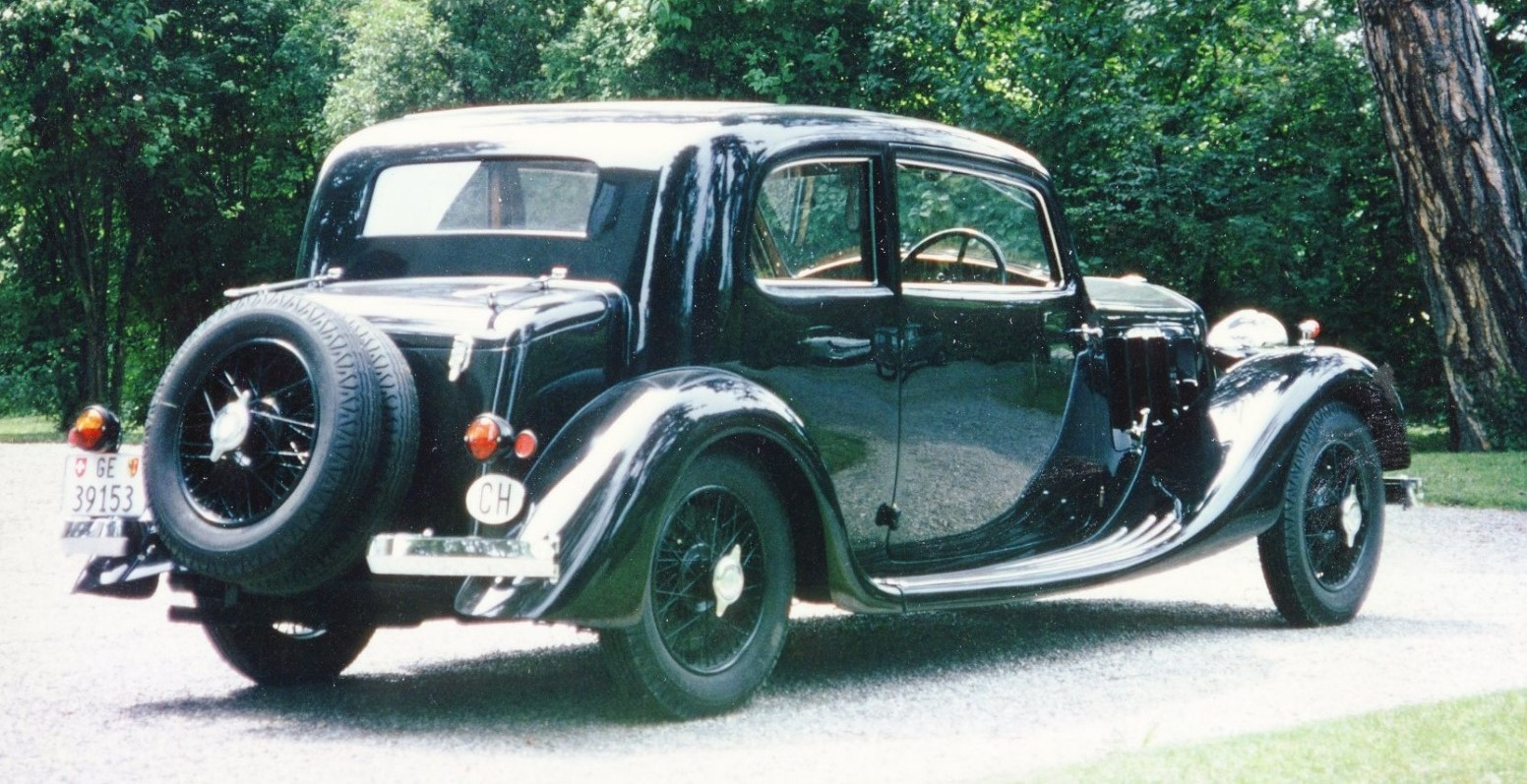
Lancia Artena de 1934